# Богданович, Павел Николаевич
Па́вел Никола́евич Богдано́вич  (1883—1973) — участник Первой мировой войны. Глава Объединения лейб-гренадерского Эриванского полка.

## Биография
Родился 7 июня 1883 года в Одессе. Образование получил в Царицынской Александровской классической гимназии (1902) и Киевском военном училище (1904; по 1-му разряду).
В службу вступил 25.09.1902. Из училища выпущен подпоручиком (ст. 09.08.1904) в 13-й лейб-гренадерский Эриванский полк. Офицер 2-й роты, затем состоял офицером полковой учебной команды (1904), позже — полковой адъютант. В 1905—06 годах участвовал в экспедициях по прекращению волнений и беспорядков в Закавказье (Цалхинское плоскогорье, Манглисский уезд). Получил ранения в голову и спину от разрыва бомбы на ст. Евлах. Сопровождал Шаха Персидского от границы до Баку. Назначен адъютантом военного начальника Закавказских железных дорог с оставлением в должности полкового адъютанта (1906). Поручик (ст. 10.08.1907). На 1909—10 годы — поручик Эриванского гренадерского полка. Штабс-капитан (ст. 07.05.1911). Окончил Николаевскую академию Генерального штаба (1911; по 1-му разряду). По окончании Академии проходил цензовое командование ротой в лейб-гвардии Преображенском полку (05.11.1911-07.11.1913; командир 13-й роты). Старший адъютант штаба 8-й пехотной дивизии (с 26.11.1913). Капитан (ст. 06.12.1913). Совершил поездку по Турции, Греции, Малой Азии и Египту. В августе 1914 года в составе 2-й Армии генерала Самсонова участвовал в походе в Восточную Пруссию и боях 15-го армейского корпуса у Орлау, Надрау и Ваплица. Был контужен, а 17 августа — ранен. При окружении 13-го и 15-го армейских корпусов 17 (30) августа 1914 года попал в плен. Содержался в лагерях для военнопленных Нейссе, Крефельд, Шваренштедт, Фридберг, Гютерсло. Имел трехмесячное заключение в крепости Глац.

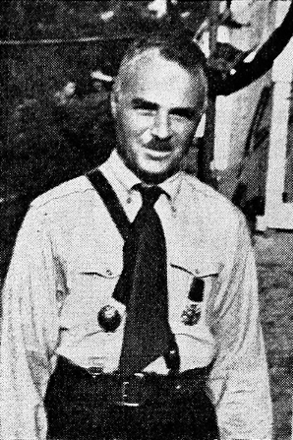
Полковник Богданович — начальник НОРР.

В 1918 году из лагеря Гютерсло бежал в Голландию. В 1922 году был приглашён на службу в военную миссию при русском посольстве в Париже и приказами по Русской армии № 162, 163, 164 произведён сперва в подполковники (ст. 06.12.1914), а затем в полковники (ст. 15.01.1921). Исполнял должность штаб-офицера для поручений при главноуполномоченном Главнокомандующего Русской армией в Париже. Был приглашен генералом Кутеповым для работы в отделении его штаба. В 1925 году приступил к созданию Национальной организации русских разведчиков (НОРР) и возглавлял её до начала Второй мировой войны. В 1929 году выбыл из штаба генерала Кутепова и полностью посвятил себя НОРР, от имени которой неоднократно выступал на страницах журнала «Часовой». Проводил ежегодные детские молодежные лагеря в местечке Капбретон в Ландах. Состоял членом Союза преображенцев и Объединения лейб-гренадерского Эриванского полка.
В середине 1942 года стал редактором издававшегося в Париже еженедельника «Парижский вестник». В 1942—1944 годах — в Управлении делами русской эмиграции в Париже. В апреле-сентябре 1943 года собирал и жертвовал Управлению делами русской эмиграции деньги на «зимнюю помощь». В 1943 году был обвинён гестапо в принадлежности к «николаевскому монархическому движению», хранившему верность покойному Великому князю Николаю Николаевичу, но ареста избежал. В августе 1945 года вместе с другими лицами, сотрудничавшими в «Парижском вестнике», как главный редактор газеты был арестован французскими властями.
В 1948 году уехал в Аргентину, где первое время был управляющим большим имением в горах, а затем по болезни переехал в Буэнос-Айрес. Умер 6 марта 1973 года в старческом доме «Санта-Рита». Похоронен на кладбище в Пиларе, в 45 км от Буэнос-Айресе.

## Сочинения
«Вторжение в Восточную Пруссию в августе 1914» (Буэнос-Айрес, 1964). В книге использованы многочисленные свидетельства участников событий, а также все опубликованные на русском и немецком языках статьи и труды, посвященные боям в Восточной Пруссии.

## Награды
- Орден Св. Станислава 3-й ст. (Выс. пр. 1907)